# جان أوقست
جان أوقست (بالإنجليزية: Jan August)‏ هو عازف بيانو أمريكي، ولد في 24 سبتمبر 1904، وتوفي في 9 يناير 1976.

## وصلات خارجية
- جان أوقست على موقع IMDb (الإنجليزية)
- جان أوقست على موقع ميوزك برينز (الإنجليزية)
- جان أوقست على موقع أول ميوزيك (الإنجليزية)
- جان أوقست على موقع ديسكوغز (الإنجليزية)